# Showbiz and A.G.
Showbiz and A.G., stylisé Showbiz & A.G., est un groupe de hip-hop américain, originaire du Bronx, à New York. Il se compose du producteur Showbiz et du rappeur A.G. (diminutif d'André the Giant). Ils débutent sur l'album Funky Technician de Lord Finesse en 1990. Show et A.G. sont membres du Diggin' in the Crates Crew (D.I.T.C.) aux côtés de Lord Finesse, Diamond D, Fat Joe, O.C., Buckwild, et auparavant de Big L.

## Biographie
La première publication du duo est un EP intitulé Soul Clap, publié le 17 mars 1992, également connu sous le titre Showbiz & A.G., ayant atteint les classements au label Showbiz Records. Ils publient leur premier album, Runaway Slave, la même année, le 22 septembre. Une version courte de leur titre Soul Clap et d'anciens titres comme Catchin' Wreck et Party Groove, sont inclus sur l'album. Le posse cut (en) Represent fait participer les rappeurs Big L Dress des Black Sheep, Diamond D, Lord Finesse et Deshawn. L'album atteint également les classements. En 1993, Showbiz se popularise avec la production du single de KRS-One Sound of da Police. En 1994, Showbiz and A.G. font une apparition sur le deuxième album des Black Sheep, Non-Fiction, sur le titre E.F.F.E.C.T. Showbiz raccourcit ensuite son nom pour Show, et donne lieu à un changement de nom du groupe pour Show and A.G. Leur album, Goodfellas, est publié en 1995, et contient une sonorité plus sombre que son prédécesseur. Il fait participer D-Flow, Lord Finesse, DJ Premier, Roc Raida, Dres, Method Man et Diamond D.
Après la publication de Full Scale (EP) en 1998, le duo arrête les enregistrements et se consacre à D.I.T.C. ainsi qu'à leurs projets en solo. En 1999, A.G. publie son premier album, The Dirty Version, avec Show, Lord Finesse, Buckwild, Diamond D et DJ Premier à la production. Les rappeurs qui y participent incluent Ghetto Dwellas, Fat Joe, Diamond D, O.C., Guru, KRS-One, et Big Pun. En 2000, Show & A.G. s'associe avec les autres membres de D.I.T.C. et publient leur album homonyme au label Tommy Boy Records. Show est l'un des producteurs exécutifs du projet, et producteur de certains titres comme Get Yours, Where You At, Way of Life, Drop It Heavy, Weekend Nights et Stand Strong. A.G. participe aux titres Thick, Day One, Foundation, Drop It Heavy, Stand Strong, Weekend Nights et Tribute, un titre à la mémoire de Big L, assassiné en 1999. En 2005, Show publie son premier album solo Street Talk en novembre 2005. L'album comporte 18 nouveaux titres composés par O.C., Party Arty, Milano, Fat Joe, Ruck, Big Punisher et Big L. Son deuxième album chez Look Records intitulé Get Dirty Radio, est publié le 30 octobre 2006. 
En 2007, ils font paraître un nouvel EP, Live Hard, au label DITC Records, une nouvelle collaboration en près d'une décennie d'absence. O.C. et A.G. publient ensuite un album collaboratif intitulé Oasis en 2009. Le premier single 2 For The Money fait participer DJ Premier, et Showbiz à la production.

## Discographie

### Showbiz and A.G.

#### Albums studio
- 1992 : Runaway Slave
- 1995 : Goodfellas
- 1998 : Full Scale
- 2012 : Mugshot Music

#### EPs
- 1991 : Soul Clap
- 1998 : Full Scale
- 2007 : Live Hard

### Showbiz
- 2005 : Street Talk (avec D.I.T.C.)
- 2011 : Godsville (avec KRS-One)

### A.G.
- 1999 : The Dirty Version
- 2006 : Get Dirty Radio
- 2009 : Oasis (avec O.C.)
- 2010 : Everything's Berri